# Chaussée du Vouldy
La Chaussée du Vouldy est une voie de la ville de Troyes, dans le département de l'Aube. 

## Situation et accès

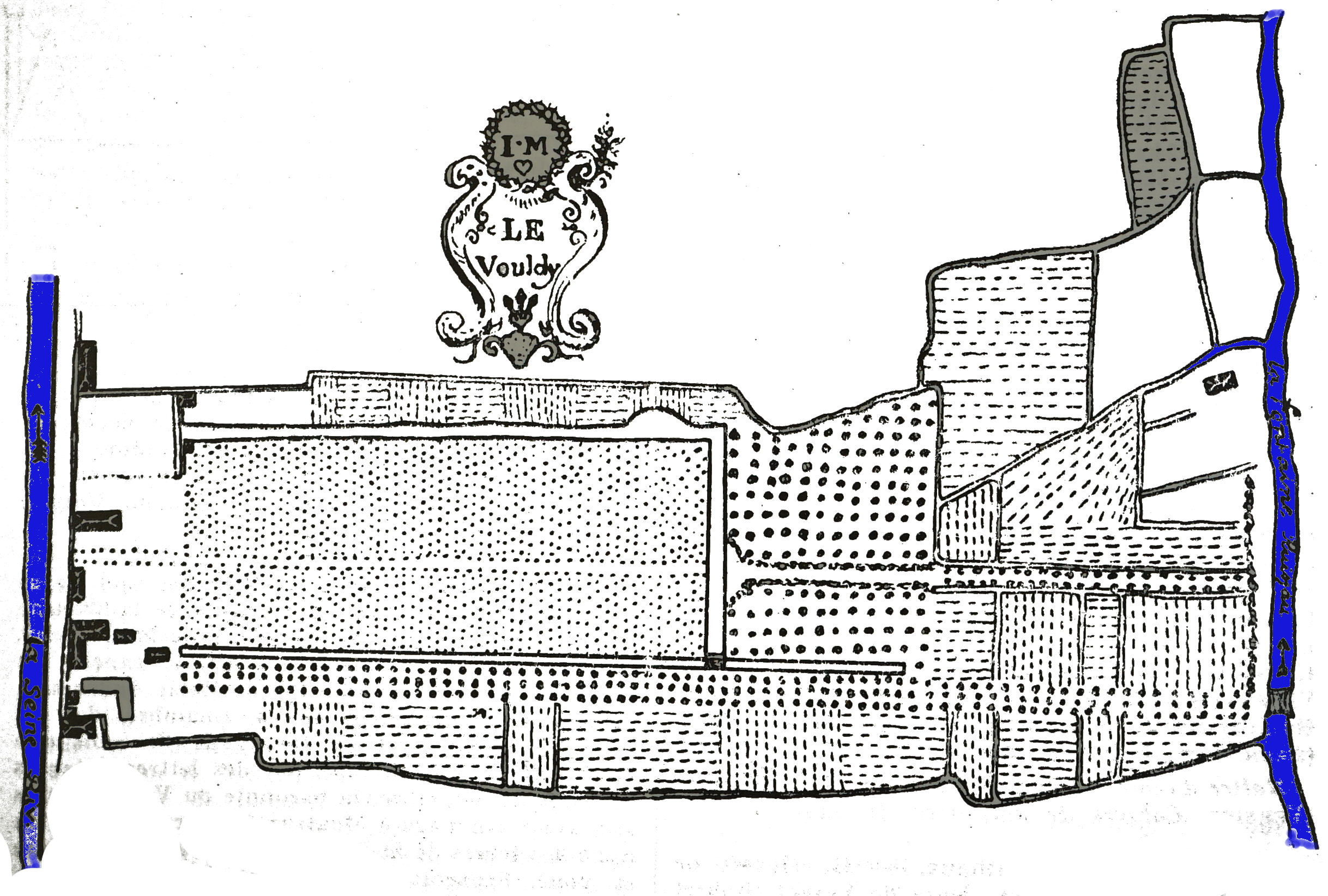
Plan de l’ancien domaine du Vouldy.

Cette voie longe la Seine.

## Historique
La Chaussée du Vouldy reprend le nom de la famille troyenne du seigneur de Vouldy, qui possédait un domaine éponyme. En 1708, la famille vend le domaine à un blanchisseur et à un jardinier : un moulin y est bâti. Après la Révolution, le domaine qui est la propriété des pères de l'Oratoire est vendu et l'usage de jardins s’y maintient.

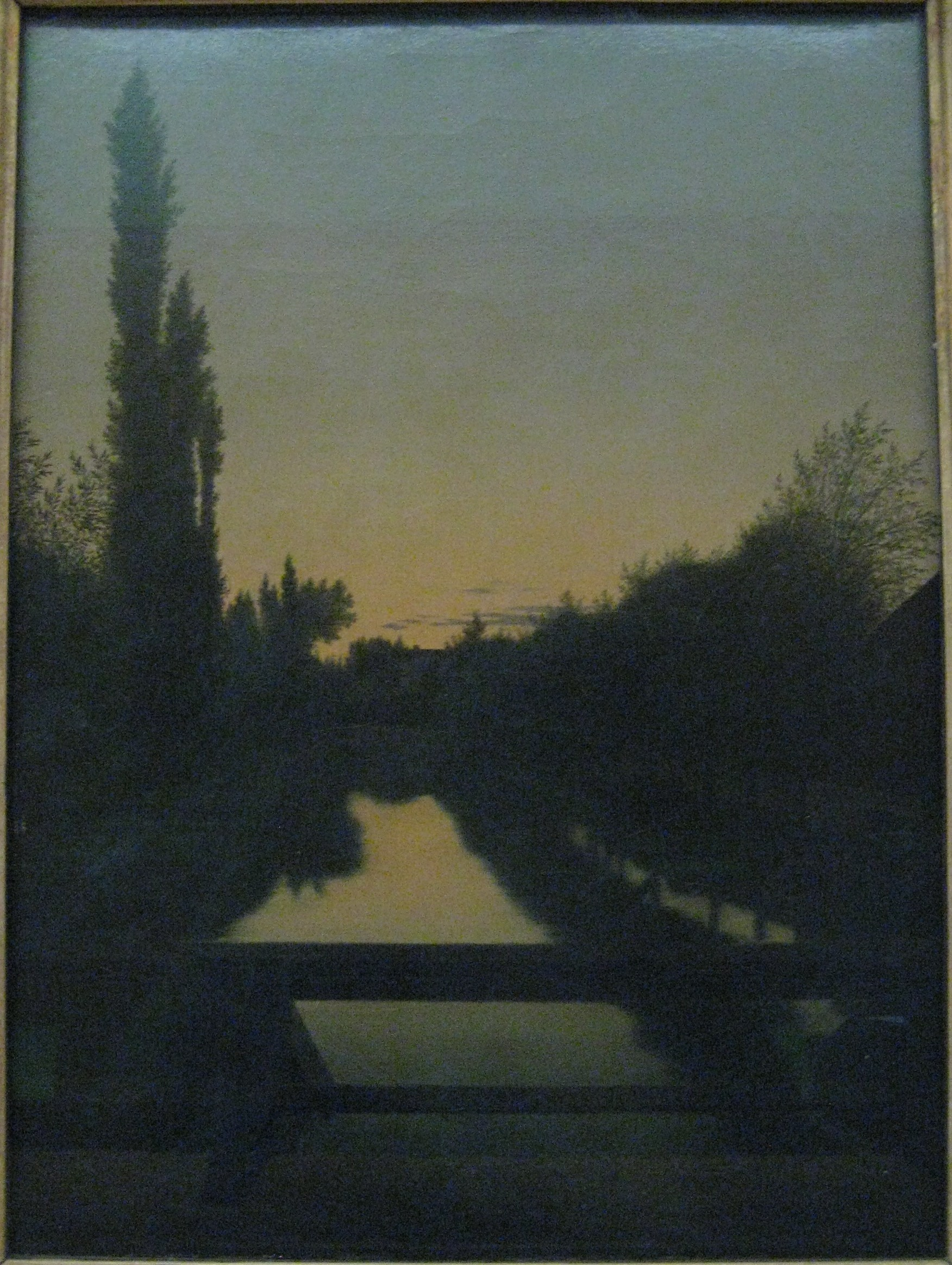
La Chaussée par Charles Cuisin.

## Bâtiments remarquables
- Les turbines, les façades et toitures des moulins de la Rave et de Notre-Dame, situés 24 et 24b chaussée du Vouldy, font l'objet d'une inscription au titre des Monuments historiques par arrêté du 9 octobre 2024[1].